# Tuskegee-studien av syfilis

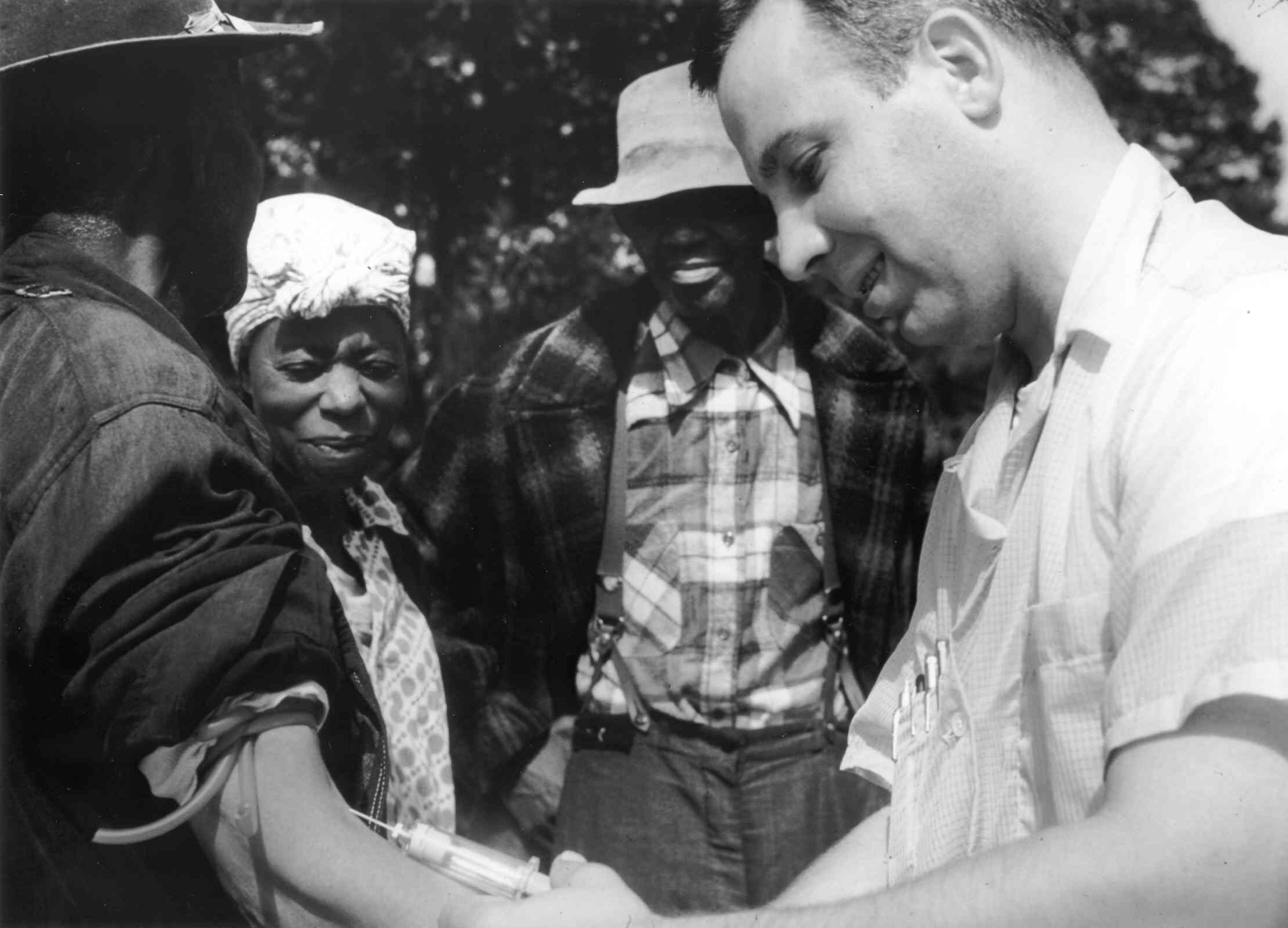
En läkare tar blodprov på en av försökspersonerna.

Tuskegee-studien av syfilis var en klinisk studie genomförd i området kring Tuskegee i Alabama i USA om effekterna av obehandlad syfilis. Studien pågick 1932-1972.
Försökspersonerna var 399 fattiga svarta amerikaner som var ovetande om studien, bland dem 201 friska män som tjänade som kontrollgrupp. De sjuka männen fick ingen medicin trots att sådan fanns tillgänglig från 1947, då penicillin hade börjat användas. Studien har därför beskrivits som ett ökänt fall av tvivelaktig medicinsk etik och har kallats "förmodligen den mest ökända biomedicinska forskningen i amerikansk historia". Bland studiens offer fanns flera män som dog av syfilis, 40 fruar som fick sjukdomen, och 19 barn som föddes med syfilis. 
Den 16 maj 1997 bad president Bill Clinton formellt offren om ursäkt.